# Oscar Tshiebwe
Oscar Tshiebwe, né le 27 novembre 1999 à Lubumbashi en république démocratique du Congo, est un joueur de basket-ball congolais évoluant au poste de pivot et mesurant 2,02 m.

## Biographie

### Jeunesse
Enfant, Oscar Tshiebwe joue au football, mais il est encouragé à commencer le basket-ball en raison de sa taille supérieure à la moyenne. Il s'entraîne en courant dans les collines et en montagne près de sa ville natale. Il participe ensuite à un camp de basket-ball dirigé par le joueur congolais de NBA Bismack Biyombo, qui contribue à faire progresser son jeu. Il commence à jouer au basket-ball en mai 2014.
Tshiebwe déménage aux États-Unis en novembre 2015, avant sa première année de lycée, à Mountain Mission School à Grundy, en Virginie. Au début de sa première année, il est transféré à l’école secondaire catholique Kennedy à Hermitage, en Pennsylvanie. En tant que junior, il marque en moyenne 21,1 points par match et aide son équipe à remporter le titre de la Pennsylvania Interscholastic Athletic Association (PIAA) de classe 1A. Il est sélectioné dans la Class 1A All-State first team. Au cours de sa saison senior, Tshiebwe marque en moyenne 23,4 points, prend 18 rebonds et fait cinq contres par match, ce qui permet à Kennedy Catholic d’obtenir un bilan de 24 victoires pour 3 défaites et de remporter le championnat PIAA Class 6A. Il est choisi dans la première équipe de la classe 6A et est nommé joueur de l’année Pennsylvania Gatorade,. Il marque en moyenne 21,6 points, prend 11,8 rebonds et fait 3,1 contres par match en jouant pour ITPS Wildcats Select au Adidas Gauntlet. Oscar Tshiebwe joué dans le McDonald’s All-American Game et au  Nike Hoop Summit,.

### Carrière universitaire

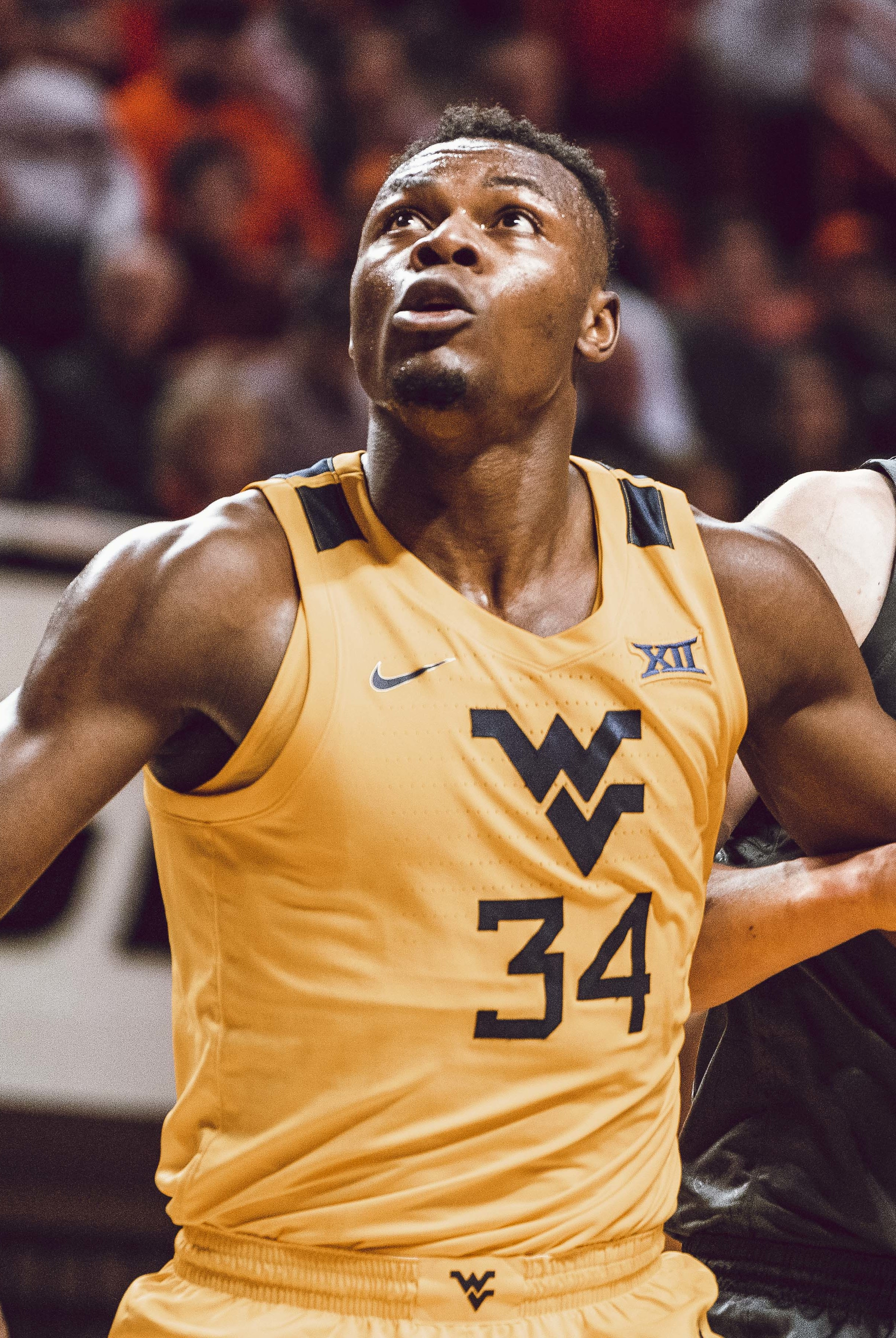
Tshiebwe avec les Mountaineers en 2020

Le 20 octobre 2018, il s'engage à jouer au basket-ball universitaire pour l'université de Virginie-Occidentale dans la conférence Big 12.
Lors de son deuxième match universitaire avec les Mountaineers de la Virginie-Occidentale, Oscar Tshiebwe réussit un double-double avec 20 points et 17 rebonds face aux Panthers de Pittsburgh. En conséquence, il est nommé Big 12 Newcomer de la semaine. Tshiebwe marque 19 points et prend 18 rebonds contre les Shockers de Wichita State durant la finale du Cancun Challenge, menant son équipe à la victoire et remportant le titre de MVP. Il est de nouveau nommé Big 12 Newcomer de la semaine le 2 décembre 2019. À la fin de la saison régulière, Oscar Tshiebwe est nommé dans la deuxième équipe All-Big 12 et dans l’équipe All-New-Comer. Il marque en moyenne 11,2 points et prend 9,3 rebonds par match en première année tout en tirant à 55 % à 2 points.
En deuxième année, il marque en moyenne 8,5 points et prend 7,8 rebonds en 10 matchs avant de quitter la Virginie-Occidentale pour des raisons personnelles.
Le 10 janvier 2021, Tshiebwe est transféré à l'université du Kentucky, après avoir été contacté par les universités de Miami, NC State et l’Illinois. À ses débuts avec les Wildcats du Kentucky, il inscrit 17 points et prend 20 rebonds lors d'une défaite de 71 à 79 contre les Blue Devils de Duke. Le 22 décembre, il marque 14 points et établit un nouveau record pour un joueur des Wildcats à domicile avec 28 rebonds lors de la victoire des siens de 95 à 60 contre les Hilltoppers de Western Kentucky. À la fin de la saison, Tshiebwe est nommé joueur national de l’année par Sporting News, ainsi que joueur de l’année de la Southeastern Conference,.

### Carrière professionnelle
Oscar Tshiebwe n'est pas sélectionné lors de la draft 2023 de la NBA.

#### Pacers de l'Indiana (2023-2024)
Le 3 juillet 2023, il signe un two-way contract avec les Pacers de l'Indiana. Il participe à la NBA Summer League 2023 avec les Pacers. Il est retenu au mois d'octobre 2023 pour le camp d'entraînement des Pacers. Le 29 octobre 2023, il rejoint le camp d'entraînement des Mad Ants de l'Indiana, l'équipe de NBA Gatorade League affiliée aux Pacers. Il dispute son premier match de la saison le 12 novembre 2023, lors de l'ouverture de la saison 2023-2024 de G-League face au Skyforce de Sioux Falls en réalisant un double-double avec 33 points et 22 rebonds en 31 minutes de jeu et une victoire finale 129 à 114. Il réalise un nouveau double-double dès le match suivant face aux Bulls de Windy City avec 15 points et 13 rebonds. Durant le troisième match de la saison face au Gold de Grand Rapids, il réalise un troisième double-double avec 21 points et 20 rebonds. Il réalise de nouveau trois double-double durant les trois matchs suivants. Le 30 novembre 2023, après six matchs disputés en G-League avec des moyennes par match de 19,2 points et 18,5 rebonds, il est appelé en NBA par les Pacers. Il retourne en G-League sans avoir joué le moindre match et réalise un septième double-double face au Skyforce de Sioux Falls avec 17 points et 14 rebonds. Il retourne en suivant en NBA et dispute son premier match le 10 décembre 2023, en jouant 1 minute pour 1 point et 1 rebond lors de la finale perdue du NBA In-Season Tournament 2023 face aux Lakers de Los Angeles,. Il est sélectionné pour participer au Rising Stars Challenge lors du NBA All Star-Game 2024 avec l'équipe de G-League. Le 29 février 2024, il inscrit 28 points, 25 rebonds et 3 passes décisives lors de la victoire des siens, 118 à 110, face au Cruise de Motor City et réalise son 19e double-double de la saison. Le 2 mars 2024, il retourne en NBA et dispute 5 minutes du match face aux Pelicans de la Nouvelle-Orléans avec 3 points et 2 rebonds. Fin mars 2024, il enchaîne trois matchs consécutifs avec plus de 20 points et 20 rebonds,,. Il termine la saison avec 27 double-double réalisés sur 32 matchs de G-League. A l'issue de la saison, il est nommé dans la All-NBA G League Team avec Mac McClung, Alondes Williams, Jason Preston et Kenneth Lofton Jr., il est élu NBA G League Rookie of the Year.
Il participe à la NBA Summer League 2024 avec les Pacers.

#### Jazz de l'Utah (depuis 2024)
Le 12 août 2024, Oscar Tshiebwe signe un two-way contract avec le Jazz de l'Utah.

## Statistiques

### En université
Les statistiques par match en match universitaire d'Oscar Tshiebwe sont les suivantes:
| Gras/Meilleures performances | * | Leader NCAA Division I |

| Saison    | Équipes              | GP  | GS  | MPG  | FG%  | 3P% | FT%  | RPG   | APG | SPG | BPG | PPG  |
| --------- | -------------------- | --- | --- | ---- | ---- | --- | ---- | ----- | --- | --- | --- | ---- |
| 2019-2020 | Virginie-Occidentale | 31  | 31  | 23,2 | 55,2 | —   | 70,8 | 9,3   | 0,4 | 0,7 | 1,0 | 11,2 |
| 2020-2021 | Virginie-Occidentale | 10  | 10  | 19,9 | 52,3 | —   | 60,7 | 7,8   | 0,7 | 0,4 | 0,  | 8,5  |
| 2021-2022 | Kentucky             | 34  | 34  | 31,9 | 60,6 | —   | 69,1 | 15,2* | 1,1 | 1,8 | 1,6 | 17,4 |
| 2022-2023 | Kentucky             | 32  | 30  | 33,6 | 56,0 | 0   | 72,9 | 13,7* | 1,6 | 1,6 | 1,0 | 16,5 |
| Total     | Total                | 107 | 105 | 28,8 | 57,3 | 0   | 70,5 | 12,3  | 1,0 | 1,3 | 1,1 | 14,5 |

### En NBA Gatorade League
Les statistiques par match en G League d'Oscar Tshiebwe sont les suivantes:
| Gras/Meilleures performances |

#### En Showcase Cup
| Saison    | Équipe  | Matchs | Titul. | Min./m | % Tir | % 3pts | % LF | Rbds/m. | Pass/m. | Int/m. | Ctr/m. | Pts/m. |
| --------- | ------- | ------ | ------ | ------ | ----- | ------ | ---- | ------- | ------- | ------ | ------ | ------ |
| 2023-2024 | Indiana | 10     | 10     | 26,1   | 61,1  | 0      | 75,9 | 16,0    | 2,0     | 1,1    | 0,7    | 16,8   |
| Total     | Total   | 10     | 10     | 26,1   | 61,1  | 0      | 75,9 | 16,0    | 2,0     | 1,1    | 0,7    | 16,8   |

#### En saison régulière
| Saison    | Équipe  | Matchs | Titul. | Min./m | % Tir | % 3pts | % LF | Rbds/m. | Pass/m. | Int/m. | Ctr/m. | Pts/m. |
| --------- | ------- | ------ | ------ | ------ | ----- | ------ | ---- | ------- | ------- | ------ | ------ | ------ |
| 2023-2024 | Indiana | 23     | 21     | 27,2   | 55,7  | 0      | 66,1 | 16,0    | 1,5     | 1,0    | 0,8    | 16,2   |
| Total     | Total   | 23     | 21     | 27,2   | 55,7  | 0      | 66,1 | 16,0    | 1,5     | 1,0    | 0,8    | 16,2   |

#### En Playoffs
| Saison    | Équipe  | Matchs | Titul. | Min./m | % Tir | % 3pts | % LF | Rbds/m. | Pass/m. | Int/m. | Ctr/m. | Pts/m. |
| --------- | ------- | ------ | ------ | ------ | ----- | ------ | ---- | ------- | ------- | ------ | ------ | ------ |
| 2023-2024 | Indiana | 1      | 1      | 17,0   | 50,0  | -      | 0    | 6,0     | 0       | 0      | 0      | 2,0    |
| Total     | Total   | 1      | 1      | 17,0   | 50,0  | -      | 0    | 6,0     | 0       | 0      | 0      | 2,0    |

### En NBA
Les statistiques par match en NBA d'Oscar Tshiebwe sont les suivantes:
| Gras/Meilleures performances |

| Saison    | Équipe  | Matchs | Titul. | Min./m | % Tir | % 3pts | % LF | Rbds/m. | Pass/m. | Int/m. | Ctr/m. | Pts/m. |
| --------- | ------- | ------ | ------ | ------ | ----- | ------ | ---- | ------- | ------- | ------ | ------ | ------ |
| 2023-2024 | Indiana | 8      | 0      | 5,3    | 50,0  | -      | 75,0 | 2,0     | 0,3     | 0,3    | 0,1    | 3,3    |
| Total     | Total   | 8      | 0      | 5,3    | 50,0  | -      | 75,0 | 2,0     | 0,3     | 0,3    | 0,1    | 3,3    |

## Palmarès et Distinctions

### Palmarès
- Vice-champion du NBA In-Season Tournament (2023)

### Distinctions personnelles

#### En universitaire
- Big 12 All-Newcomer Team en 2020
- Second-team All-Big 12 en 2020
- Southeastern Conference (SEC) Player of the Year 2022[46]
- 2× First-team All-SEC (2022, 2023)[47]
- SEC All-Defensive Team en 2022[48]
- Naismith College Player of the Year 2022[49]
- Men's AP Player of the Year Winners 2022[50]
- Trophée Wooden 2022[51]
- Kareem Abdul-Jabbar Award en 2022[52]
- Pete Newell Big Man Award en 2022
- Consensus first-team All-American en 2022[53]
- 2× Meilleur rebondeur de la NCAA (2022, 2023)
- Consensus second-team All-American en 2023[53]

#### En NBA Gatorade League
- All-NBA G League Team (2024)

- NBA G League Rookie of the Year (2024)

## Records sur une rencontre en NBA
Les records personnels d'Oscar Tshiebwe en NBA sont les suivants, :
| Type de statistique        | Saison régulière | Saison régulière                  | Saison régulière |
| Type de statistique        | Record           | Adversaire                        | Date             |
| -------------------------- | ---------------- | --------------------------------- | ---------------- |
| Points                     | 16               | Pelicans de La Nouvelle-Orléans   | 2 mars 2025      |
| Paniers marqués            | 8                | Pelicans de La Nouvelle-Orléans   | 2 mars 2025      |
| Paniers tentés             | 9                | Pelicans de La Nouvelle-Orléans   | 2 mars 2025      |
| Paniers à 3 points réussis | -                | -                                 | -                |
| Paniers à 3 points tentés  | -                | -                                 | -                |
| Lancers francs réussis     | 3                | Nuggets de Denver                 | 27 novembre 2024 |
| Lancers francs tentés      | 4                | Nuggets de Denver                 | 27 novembre 2024 |
| Rebonds offensifs          | 4                | 2 fois                            | 2 fois           |
| Rebonds défensifs          | 9                | Pelicans de La Nouvelle-Orléans   | 2 mars 2025      |
| Rebonds totaux             | 13               | Pelicans de La Nouvelle-Orléans   | 2 mars 2025      |
| Passes décisives           | 1                | 4 fois                            | 4 fois           |
| Interceptions              | 2                | 3 fois                            | 3 fois           |
| Contres                    | 1                | @ Pelicans de La Nouvelle-Orléans | 1er mars 2025    |
| Balles perdues             | 1                | Nuggets de Denver                 | 27 novembre 2024 |
| Minutes jouées             | 20               | Pelicans de La Nouvelle-Orléans   | 2 mars 2025      |

- Double-double : 0
- Triple-double : 0

Dernière mise à jour : 3 mars 2025